# Халіфа Кейта
Халіфа Кейта (д/н — 1275) — 4-й манса імперії Малі в 1274—1275 роках. Держава при ньому ще більше слабкішою. Почалося втручання рабської гвардії в політичні справи.

## Життєпис
Походження достеменно не відоме. За одними відомостями був небожем Марі Діати I, засновника імперії Малі, за іншими сином військовика останнього. В будь-якому разі Марі Діата I всиновив Халіфу, який увійшов до клану Кейта. Внаслідок цього отримав права на трон.
1270 року після смерті манси Улі I намагався захопити владу в імперії, але зазнав поразки від іншого названого брата Уаті. В результаті Халіфа вимушено тікав з держави.
1274 року, скориставшись загальним невдоволенням правлінням Уаті, повернувся до Малі, де повалив мансу й сам став володарем імперії.
Втім не зміг впоратися з проблемами держави. Арабський історик Ібн Халдун повідомляє, що це був недоумкуватий правитель, який розважався тим, що вбивав своїх підданих, стріляючи з лука. 1275 року внаслідок послаблення Малі в місті Гао захопив владу Сонні Алі-Голом, що став незалежним правителем. Зрештою невдовзі рабська гвардія (діон-сандіга) повалила Халіфу. За рішенням Гбари (Великої Ради) його було страчено. Новим мансою було обрано Борі Кейту, брата Марі Діати I.